# Sean Allan Krill
Sean Allan Krill (Altus Air Force Base, 10 giugno 1971) è un attore statunitense, attivo in campo teatrale e televisivo.

## Biografia
Sean Allan Krill nacque nella base militare Altus Air Force, figlio di un sergente dell'aeronautica statunitense, e studiò alla Wayne State University. Cominciò a recitare alla fine degli anni novanta, recitando in episodi di Mr. Robot, The Blacklist e Search Party. Particolarmente attivo sulle scene, Krill fece il suo debutto a Broadway nel 2006 nel musical Mamma Mia! e allora ha recitato in diversi musical sulle scene newyorchesi. Nel 2021 ottenne una candidatura al Tony Award al miglior attore non protagonista in un musical per la sua performance in Jagged Little Pill.
Sean Allan Krill è dichiaratamento gay e sposato con l'attore Harry Bouvy dal 2015.

## Filmografia

### Televisione
- Mr. Robot – serie TV, 4 episodi (2016)
- The Blacklist – serie TV, 1 episodio (2019)
- Godfather of Harlem – serie TV, 2 episodi (2019)
- Search Party – serie TV, 1 episodio (2020)

## Teatro (parziale)
- Joseph and the Amazing Technicolor Dreamcoat di Andrew Lloyd Webber & Tim Rice. Chicago Shakespeare Theatre di Chicago (2000)
- Miss Saigon di Claude-Michel Schönberg & Alain Boublil. Marriot Theatre di Chicago (2001)
- Damn Yankees di George Abbott, Richard Adler e Jerry Ross. Marriot Theatre di Chicago (2002)
- Sunday in the Park with George di Stephen Sondheim e James Lapine. Shakespeare Theater di Chicago (2002)
- Thoroughly Modern Millie di Jeanine Tesori, Dick Scanlan e Richard Morris. Tour statunitense (2003)
- Into the Woods di Stephen Sondheim e James Lapine. Peninsula Players Theatre di Fish Creek (2004)
- L'importanza di chiamarsi Ernesto di Oscar Wilde. Court Theatre di Chicago (2004)
- I mostri sacri di Tom Stoppard. Court Theatre di Chicago (2005)
- Mamma Mia! degli ABBA e Catherine Johnson. Winter Garden Theatre di Broadway (2006) e tour USA (2009)
- La commedia degli errori di William Shakespeare. Chicago Shakespeare Theater di Chicago (2008)
- The Brothers Size, Marcus; or the Secret of Sweet di Tarell Alvin McCraney. Public Theater dell'Off-Broadway (2009)
- Antonio e Cleopatra di William Shakespeare. Hartford Stage di Hartford (2010)
- Monty Python's Spamalot di Eric Idle e John De Prez. Drury Lane Theatre di Oakbrook Terrance (2011)
- Sunday in the Park with George di Stephen Sondheim e James Lapine. Cabot Theatre di Milwaukee (2012)
- Chess di Benny Andersson, Björn Ulvaeus e Tim Rice. Kennedy Center di Washington (2018)
- Jagged Little Pill di Alanis Morissette, Diablo Cody e Glen Ballard. Theater Loeb Center di Cambridge (2018), Broadhurst Theatre di Broadway (2019)
- Amleto di William Shakespeare. Courtyard Theatre di Chicago (2019)
- Parade di Alfred Uhry e Jason Robert Brown. New York City Center di New York (2022)

## Doppiatori italiani
Nelle versioni in italiano delle opere in cui ha recitato, Sean Allan Krill è stato doppiato da:
- Pierluigi Astore in Blue Bloods
- Dario Oppido in Godfather of Harlem
- Andrea Lavagnino in Dopesick - Dichiarazione di dipendenza

Da doppiatore è sostituito
- Massimo De Ambrosis in Jentry Chau contro il regno dei demoni

## Riconoscimenti
- Tony Award
  - 2021 – Candidatura per il miglior attore non protagonista in un musical per Jagged Little Pill